# Cỏ lúa mì

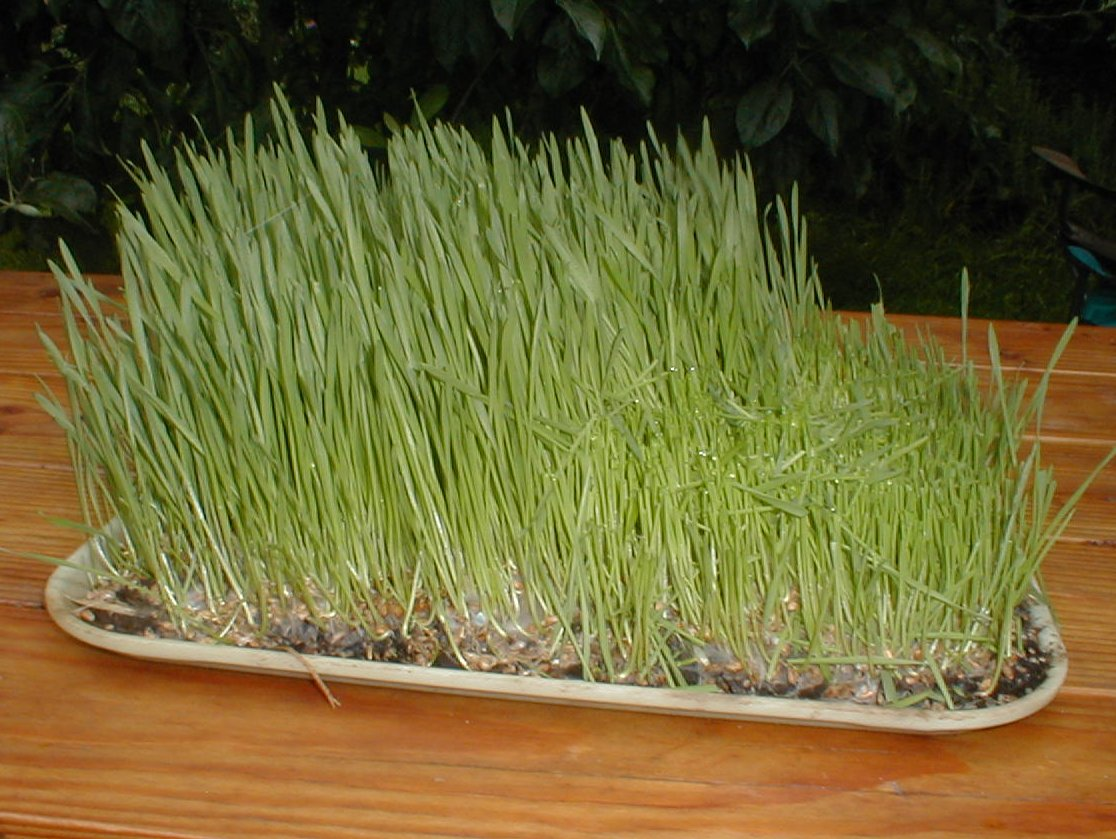
Cỏ lúa mì

Mạ lúa mì (Wheatgrass) còn có tên gọi khác là Tiểu mạch thảo, Cỏ mạch. Mạ lúa mì là thân và rễ cây lúa mì non từ 8-12 ngày tuổi. Trong mạ lúa mì có chứa khoảng  13 vitamin, 10 khoáng chất, 17 amino acid và hơn một trăm enzyme có lợi cho sức khỏe con người.
Theo nghiên cứu của Viện y tế  Hippocrates Health Institute – Hoa Kỳ chuyên gia hàng đầu về nghiên cứu và tư vấn về sức khỏe dinh dưỡng kết luận: "Mạ lúa mì là loại thực phẩm thiên nhiên tốt nhất cho sức khỏe con người". Sử dụng mạ lúa mì để tăng cường thể lực, tăng cường hệ miễn dịch, thanh lọc cơ thể, tăng Oxygen trong máu ngoài ra nó còn có tác dụng ngăn ngừa và điều trị rất nhiều căn bệnh như: ung thư, tiểu đường, rối loạn mỡ máu, gout, tim mạch, cao huyết áp… Tiến Sĩ Ann Wigmore người sáng lập ra Viện y tế Hippocarates đã phát động phong trào gieo trồng Cỏ lúa mì trong nhà để dùng làm nước ép, thực phẩm sử dụng hằng ngày, bảo vệ sức khỏe. Qua trải nghiệm người ta nhận ra sự kì diệu của Cỏ lúa mì đối với sức khỏe con người, nên hiện nay phong trào trồng Cỏ lúa mì làm nước ép và thực phẩm tại nhà phát triển rất mạnh mẽ ở nhiều nước trên thế giới.

## Lịch sử và quá trình phát triển
Trong thập niên 1920 Bác sĩ Edmund Bordeaux Szekely đã cho xuất bản một quyển sách có tựa đề "Essence Book IV" với nội dung là tất cả các loại cỏ đều tốt cho cơ thể con người và đặc biệt loài Cỏ lúa mì là một thực phẩm tuyệt hảo.
Tới những năm 1930 tiến sĩ Charles Schnabel (chuyên gia dinh dưỡng nổi tiếng, đồng thời là nhà hóa học nông nghiệp), Ông được mệnh danh là "Father of Wheatgrass" (cha đẻ của Cỏ lúa mì) đã kế thừa và tiến hành nghiên cứu, công bố những lợi ích mà loại cỏ lúa mì đem lại cho con người, kể từ đó tới nay cỏ lúa mì đã xuất hiện trên toàn thế giới.
Đến năm 1940. ông Charles Kettring, cựu Chủ tịch công ty General Motors, đã tặng một ngân khoản cho chương trình nghiên cứu chlorophyll, một chất dinh dưỡng chính tìm thấy trong Cỏ lúa mì. Các khoa học gia của công trình nghiên cứu đã khám phá ra một điều quan trọng là chất chlorophyll trong Cỏ lúa mì đem lại những dinh dưỡng quan trọng cần thiết cho sức khoẻ con người.
Tiến Sĩ Ann Wigmore người sáng lập ra Viện y tế  Hippocrates Health Institute – Hoa Kỳ,  đã phát động phong trào sử dụng Cỏ lúa mì trồng trong nhà và vắt lấy nước cốt để uống vào thập niên 1970. Từ đó đến nay rất nhiều công ty, tập đoàn gia dụng đã nghiên cứu chuyên sâu và sản xuất kinh doanh về công cụ gieo trồng, chế biến Cỏ lúa mì làm nước ép, thực phẩm tại nhà.

## Lợi ích từ nước ép cỏ lúa mì

### Ngăn ngừa và điều trị ung thư
Enzyme P4D1 và Acid Abscissic (ABA), được tìm thấy trong Cỏ lúa mì, chính là hệ thống miễn dịch của cơ thể của chúng ta trong việc phòng tránh ung thư, chúng có thể tấn công và dễ dàng tiêu diệt các tế bào ung thư. Theo một số nghiên cứu, axit abscissic là một thuốc chống ung thư, thậm chí với số lượng nhỏ, nó có thể chống lại bất kỳ bệnh ung thư nào. Nhiều vấn đề sức khỏe được cải thiện chỉ bằng cách sử dụng Cỏ lúa mì.Các enzym và các amino acid khác cũng được tìm thấy trong Cỏ lúa mì giúp tiêu hóa tốt, giảm huyết áp, phá vỡ các tế bào ung thư, hỗ trợ gan và cải thiện hệ thống miễn dịch.
Các tế bào ung thư không thể phát triển mạnh trong một môi trường kiềm và được oxy hóa tốt. Nói tóm lại, Cỏ lúa mì là một thực phẩm tuyệt hảo dành cho các bệnh nhân ung thư vì nó giúp cung cấp một môi trường kiềm hóa cho các tế bào trong khi các tế bào Diệp lục cung cấp oxi cho cơ thể.
Chất chống oxy hóa, ví dụ: SOD, vitamin C, E, bioflavonoids, carotenoids và chất phytochemical khác và enzyme, cũng có rất nhiều trong Cỏ lúa mì. Chúng ngăn ngừa sự hủy hoại tế bào và những đột biến có thể dẫn đến ung thư hoặc đẩy nhanh sự lây lan của tế bào ung thư trong cơ thể. Trong thực tế, các enzym và các amino acid trong Cỏ lúa mì đã minh chứng trong việc khử hoạt tính benzopyrene gây ung thư được tìm thấy trong thịt và cá khói được nướng trên than củi.

### Điều trị thiếu máu
Chất diệp lục có cấu trúc phân tử tương tự như Hemoglobin tạo ra hồng cầu trong cơ thể, nên sử dụng Cỏ lúa mì rất có lợi cho bệnh nhân thiếu máu.
Chất diệp lục ở Cỏ lúa mì xây dựng lại các mạch máu. Nghiên cứu gần đây chỉ ra rằng một số porphyrins (cấu trúc bao quanh trong chất diệp lục) kích thích sự hình thành của các phần protein của phân tử hemoglobin. Điều này giải thích tác dụng của chất diệp lục trong sản xuất máu. Hơn nữa chất diệp lục, sắt, niacin (B3), cyanocobalamin (B12), axit folic, đồng, kali và protein trong Cỏ lúa mì, tất cả đều tham gia trong sản xuất hồng cầu khỏe mạnh, làm cho Cỏ lúa mì là một phương thuốc tuyệt vời cho bệnh thiếu máu và rối loạn máu khác.

### Ngăn ngừa và chữa trị tiểu đường
Ngoài những công dụng trong việc giúp cải thiện hễ miễn dịch, giải độc gan... thì cỏ lúa mì còn thực sự tốt cho những ai không may bị tiểu đường. Mỗi khi sử dụng Cỏ lúa mì trước mỗi bữa ăn, chất xơ sẽ kiểm soát sự hấp thụ đường và cholesterol từ thực phẩm. Điều này giúp ngăn chặn sự gia tăng đường huyết đột ngột của bệnh nhân đái tháo đường sau mỗi bữa ăn.Cỏ lúa mì chứa hàm chứa lượng magnesi cao bởi lẽ khoáng chất này có hầu hết trong chlorophyll (Diệp lục). Lượng magnesi này đã cải thiện độ nhạy insulin. Được biết, Nồng độ magnesi đóng một vai trò khá quan trọng trong việc trì hoãn sự công kích của bệnh tiểu đường ở giai đoạn 2 và có khả năng tránh được các biến chứng tàn phá của nó - bệnh tim mạch, bệnh lý võng mạc và bệnh thận.

### Giải độc gan, thanh lọc cơ thể
Trong cơ thể con người, hồng huyết cầu có nhiệm vụ chuyển tải dưỡng khí cho cơ thể với chất sắt (Fe) là nhân tố của hồng huyết cầu, trong khi magnesium (Mg) là nhân tố của Chlorophyll. Những ưu điểm của chlorophyll đã khiến Cỏ lúa mì có khả năng bổ gan, hoá giải các độc tố và tiêu trừ các chất độc trong máu. Ngoài ra cỏ lúa mì cũng có khả năng tái tạo hồng huyết cầu nhanh chóng cho cơ thể và cải thiện chức năng của gan cùng tim mạch trong hệ thống huần hoàn một cách tự nhiên. Chlorophyll có tác dụng bảo vệ và phục hồi gan. Khác với hàng trăm loại enzyme có trong Cỏ lúa mì cung cấp (enzyme ngoại sinh có nghĩa lấy từ bên ngoài), các hợp chất của Chlorophyll hỗ trợ sản xuất enzyme cho cơ thể (gọi là chất nội sinh). Những enzyme này giải phóng chất độc có thể gây ra bệnh ung thư gan. Gan cũng sử dụng những chất enzyme này để thực hiện chức năng của nó là giải độc cho cơ thể. Ba hợp chất được tìm thấy nhiều nhất trong Cỏ lúa mì giúp gan phát triển và khỏe mạnh là Choline ngăn ngừa tích tụ chất béo trong gan, Magnesi giúp thanh lọc các chất béo và Kali có chức năng tương tự như một loại thuốc bổ và chất kích thích.

### Trị táo bón
Chất xơ trong cỏ lúa mì hoạt động giống như một miếng bọt biển trong hệ thống tiêu hóa, mở rộng kích thước của nó bằng cách thu thập nước và sản xuất số lượng lớn, kích thích ruột để di chuyển (giống sóng chuyển động gọi là nhu động ruột) và thúc đẩy loại bỏ các chất thải hoặc đi cầu. Nhiều enzyme tìm thấy trong cỏ lúa mì giúp tiêu hóa nhanh hơn và phân tích về thực phẩm trong dạ dày, mà cũng hỗ trợ trong việc thúc đẩy phong trào ruột.

### Phục hổi vết thương
Chất diệp lục trong cỏ lúa mì là chất kháng khuẩn và có thể được sử dụng bên trong và bên ngoài cơ thể như một phương pháp chữa lành vết thương một cách tự nhiên. Cỏ lúa mì có thể giúp chữa lành tình trạng da xấu, vết loét nhỏ và nặng, vết lở do bệnh tiểu đường gây nên cùng những vết bỏng. Ngoài ra còn có tác dụng sấy khô, làm giảm mùi của các vết thương bị nhiễm bệnh và kích thích sự mọc da từ những vết bỏng. Một số nha sĩ thậm chí còn khuyên bệnh nhân của họ nên dùng nước ép cỏ lúa mì để súc miệng trong 5 phút sau khi nhổ răng để phòng ngừa nhiễm trùng và nhanh lành bệnh hơn. Các chất enzyme P4D1, D1G1 và Super Oxide Dismutase (SOD) giúp chống viêm có đặc tính ửng đỏ, sưng tấy và nóng.

### Tăng cường thể lực, cải thiện hệ miễn dịch
Cỏ lúa mì được gọi là Vua thực phẩm kiềm có hàm lượng dinh dưỡng cao nhất trong các loại rau quả. Cỏ lúa mì chứa nhiều vitamin nhóm B,C,E, hơn 100 enzyme, 17 loại amino acid và trên 10 loại khoáng chất. Tất cả những chất này đều rất cần thiết cho quá trình chuyển hóa trong cơ thể. Giúp tăng cường sức khỏe, sức đề kháng, hỗ trợ tiêu hóa, giúp chống viêm, giải độc cho cơ thể. Uống nước ép cỏ lúa mì có khả năng thẩm thấu vào mạch máu trong vòng 20 phút nếu được dùng vào lúc bao tử còn trống rỗng. Có thể nói dùng nước ép cỏ lúa mì hàng ngày là một phương cách bồi bổ cơ thể một cách mau chóng và dễ dàng. Trong cỏ lúa mì chứa một hàm lượng cao chlorophyll (Diệp lục), các vitamin nhóm B, vitamin C, vitamin E… Những thành phần này có khả năng tiêu diệt các gốc tự do (vốn được cho rằng làm tăng sự suy thoái của hệ miễn dịch cũng như thúc đẩy quá trình lão hóa).

### Giảm béo tích cực, không tác dụng phụ
Cỏ lúa mì được coi là một thực phẩm bổ sung tuyệt vời trong quá trình giảm cân. Cỏ lúa mì rất giàu chất dinh dưỡng, rất it calo và không có chất béo. Nó giúp cho cơ thể vẫn đủ nguồn dưỡng chất, không mệt mỏi trong quá trình ăn kiêng. Nước ép cỏ lúa mì cung cấp năng lượng nhanh chóng, giúp cơ thể khỏe mạnh và ổn định. Bộ máy điều khiển chứng thèm ăn trong não sẽ ngưng hoạt động một khi cơ thể đã kiểm soát được những đòi hỏi về dinh dưỡng.Các chất xơ trong nó có tác dụng làm căng phồng tạo cảm giác no. Cỏ lúa mì còn ngăn cản hình thành axit trong cơ thể bằng cách cung cấp các khoáng chất kiềm và chlorophyll. Khi có quá nhiều axit, cơ thể đẩy axit đến các tế bào chất béo. Càng nhiều axit trong các tế bào mỡ, càng khó đốt cháy mỡ và giảm cân. Nó chứa hơn 90 loại enzym giúp đẩy nhanh quá trình trao đổi chất và đốt cháy chất béo.

### Khử mùi hôi cơ thể
Diệp lục có khả năng để tiêu diệt các loại vi khuẩn gây ra mùi hôi, Vì vậy cỏ lúa mì có thể che giấu và loại bỏ mùi tỏi và chống lại các mùi hôi từ hơi thở, cơ thể và mùi hôi kinh nguyệt. Vi khuẩn gây mùi hôi không thể sống thiếu không khí và bị tiêu diệt bởi các thành phần tạo chất diệp lục. Để có hơi thở thơm tho, hãy súc miệng bằng 1 lượng nhỏ nước ép cỏ lúa mì hoặc nhai Cỏ lúa mì tươi. Bạn cũng có thể chải lưỡi bằng bàn chải được ngâm trong nước ép cỏ lúa mì.

### Làm đẹp da, chống lão hóa
Cỏ lúa mì rất có lợi cho lớp da bên ngoài và lớp biểu bì bên dưới của da. Nó trợ giúp rất tốt điều trị các bệnh: ngứa, ngộ độc da, dị ứng, ghẻ lở, eczema và thậm chí trong điều kiện gây ra bởi côn trùng cắn hoặc nhiễm trùng. Nước ép cỏ lúa mì chữa mụn trứng cá và thậm chí còn giúp loại bỏ những vết sẹo trên da. Nước ép Cỏ lúa mì là một chất tẩy rửa và chăm sóc da tuyệt vời. Có thể sử dụng nước ép, bột, bã ép Cỏ lúa mì với nước ấm trong bồn tắm ngâm cơ thể trong 15-20 phút. Các chất dinh dưỡng được hấp thụ qua da giúp da sáng,khỏe, đẹp lên trông thấy. Ở các Spa người ta sử dụng cỏ lúa mì kết hợp với mật ong và vài giọt chanh tươi để chăm sóc da là biện pháp làm trắng da tự nhiên hiệu quả. Không những làm cho da trắng hồng một cách tự nhiên mà còn làm se khít các lỗ chân lông, thổi bay các vết nám.

## Cách gieo trồng cỏ lúa mì

### Bước 1: Ngâm hạt giống
Rửa hạt, chà xát nhẹ tay để hạt sạch hơn rồi ngâm hạt trong nước sạch.
Nước ấm khoảng 40 độ C từ 6-8 tiếng, nước lạnh thì từ 8-12 tiếng. Tuyệt đối không ngâm quá 12 tiếng và lượng nước gấp đôi lượng hạt vì hạt sẽ nở ra.

### Bước 2: Ủ hạt
Đổ hạt đã ngâm ra rổ rồi đợi ráo nước. Sau đó vẫn để hạt trong rổ, đặt rổ ở nơi tối thì sẽ nảy mầm nhanh hơn. Nên phủ một lớp giấy ăn hoặc khăn ướt lên hạt rồi tưới đẫm nước ngày 2-3 lần. Mục đích là cung cấp đủ độ ấm cho hạt nảy mầm và khi xịt nước sẽ hạn chế nấm mốc khi gieo trồng. Khoảng 1 ngày hạt bắt đầu nhú mầm và có rễ thì sang bước 3.

### Bước 3: Gieo hạt giống
Trải 2 đến 3 lớp giấy sạch xuống khay rồi dùng bình tưới phun ướt, để giấy không bị xô lệch. Rải hạt vào khay thật đều và khít nhau. Dùng bình phun tưới đẫm nước đều cả khay trồng, nên dùng giấy báo hoặc vải đen đậy lại tránh ánh sáng, cây sẽ nhanh phát triển hơn. Khi nào cây mọc được 1–2 cm thì không cần che đậy, để cây lấy ánh sáng quang hợp.

### Bước 4: Tưới và thu hoạch
Cỏ lúa mì phát triển rất nhanh và cần phun nước đều đặn 2-3 lần hàng ngày. Lưu ý tưới đẫm nước nhưng tránh gây úng ngập cho hạt giống, chỉ sử dụng nước sạch để trồng không bón thêm bất cứ thành phần gì để trồng. Có thể thu hoạch sau 6-15 ngày từ lúc gieo hạt vào khay. Cắt phần thân cỏ lúa mì cách rễ từ 0,5 –1 cm, và rửa sạch rồi chế biến thành nước ép để sử dụng.

## Cách sử dụng nước ép cỏ lúa mì

### Lượng dùng
- Khi mới bắt đầu uống chỉ nên dùng tối đa 30 ml nguyên chất (bạn có thể pha loãng thành 100ml để uống) để cơ thể làm quen dần dần
- Bởi vì việc đột ngột nạp vào cơ thể quá nhiều dưỡng chất có thể gây sốc
Vì vậy liều lượng nên dùng cho mỗi người trong một ngày là 30ml - 120ml nguyên chất.

### Kết hợp với các thực phẩm khác
Vị của nước ép cỏ lúa mì ngọt đậm tự nhiên, không đắng, mùi cỏ đặc trưng. Tuy nhiên một số người không quen, vì vậy có thể pha chế cùng với các loại rau quả khác để thơm ngon hơn như: chuối dừa, khóm, củ dền, cà rốt, táo, nho, bạc hà...Vì vậy tuyệt đối không pha chế với nước cam, chanh, muối vì sẽ mất enzyme.

### Cảm giác buồn nôn
Nếu uống nước ép cỏ lúa mì xong mà có cảm giác buồn nôn thì điều này cho thấy một dấu hiệu rõ ràng là cơ thể bạn có chứa nhiều độc tố. Bởi vì nếu bạn không có chế độ ăn uống hợp lý, thường xuyên ăn những thực phẩm không tươi sạch, hít khói bụi, hút thuốc lá nhiều... thì cơ thể sẽ tích tụ nhiều độc tố. Khi uống nước ép cỏ lúa mì, cơ thể nhận một số chất cần thiết, bắt đầu quá trình giải độc và thanh lọc, khiến người ta có cảm giác buồn nôn, thậm chí là nôn mửa ngay sau khi uống, hoặc sau vài giờ. Những chất độc này một phần bị tống vào bao tử, gây nôn mửa, một phần ra ngoài theo đường tiểu tiện. Cơ thể càng nhiều độc tố, nôn mửa càng nhanh. Ngoài ra buồn nôn còn do không quen mùi vị đặc trưng của lúa mì. Và nếu thực sự quan tâm đến sức khỏe bản thân, hãy cố gắng kiên trì một thời gian để có thể thích ứng với nó.

### Cách uống
Nên uống từ từ, việc nhấm nháp từng ngụm từng ngụm nhỏ sẽ giúp làm sạch răng miệng, loại bỏ mùi hôi, nướu chắc khỏe, ngừa sâu răng. Phần bã sau khi ép có thể tận dụng để đắp mặt, làm đẹp da, trị mụn, giảm vết thâm nám. Nên uống khi bụng đói, trước hoặc sau khi ăn ít nhất nửa tiếng để có kết quả tốt nhất. Còn nếu muốn giảm cân thì nên uống trước khi ăn. Cũng giống các loại nước ép khác, nước ép cỏ lúa mì sẽ bị oxy hóa và mất chất rất nhanh, kể cả bảo quản ngăn đông. Vì vậy sau khi ép nên uống càng sớm càng tốt.